# Mausoleo di Stanislao Leszczynski

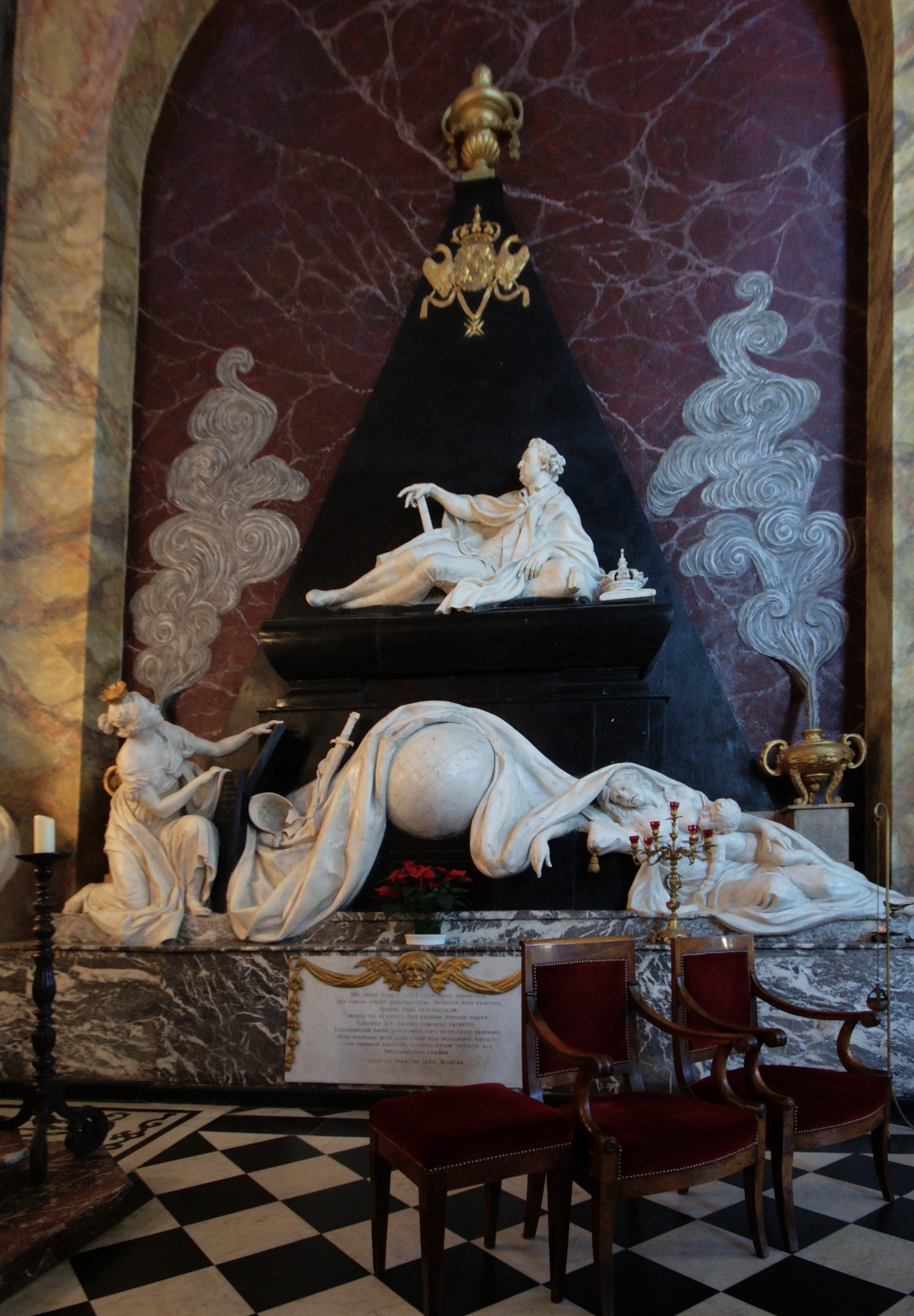
Mausoleo di Stanislao nella Chiesa della Madonna del Buon Soccorso di Nancy

Il mausoleo di Stanislao è un monumento funebre in memoria di Stanislao I, re di Polonia e duca di Lorena e di Bar, realizzato da Louis Claude Vassé e Félix Lecomte dopo il 1768, e installato nel 1775 nella Chiesa della Madonna del Buon Soccorso di Nancy.

## Storia
Il 5 febbraio 1766, il vestiario della camera di Stanislao, troppo vicino al camino, prese fuoco nei suoi appartamenti del castello di Lunéville: egli soccombette per le ustioni riportate il 23 febbraio 1766. Il suo corpo fu deposto nel caveau della chiesa di Notre-Dame de Bonsecours il 3 marzo 1766 dello stesso anno. Il compito di erigere il suo monumento funebre toccò a sua figlia Maria Leszczynska, mentre l'intendente François Antoine Alliot fu incaricato di eseguire il testamento del re. Quest'ultimo confidò subito il progetto a Richard Mique, primo architetto di Stanislao, ma questi desistette. Allio andò quindi a Parigi per trovare un nuovo artista. In questa occasione, visitò gli atelier di Louis Claude Vassé e di Augustin Pajou. Ma le esigenze di Alliot rallentarono il processo, ed egli fu costretto a restituire i fondi al tesoriere della regina Pierre Randon de Pommery nel 1768. Lo stesso anno, Louis Claude Vassé propose un modello al ministro della Maison du Roi, Louis Phélypeaux, conte di Saint-Florentin. Quest'ultimo chiese una partecipazione della municipalità di Nancy per pagare i marmi necessari alla realizzazione del progetto di Vassé, che aveva già ottenuto l'avallo dell'architetto Mique.

## Descrizione
Il monumento riprende la forma piramidale correntemente associata all'elevazione di grandi tombe dalla fine del XVII secolo. Il defunto è presentato su un sarcofago, isolato al centro, presso la base della piramide, mentre le allegorie sono poste sullo zoccolo che inquadra la tomba.
Stanislao è rappresentato seduto, le gambe allungate, appoggiato sul suo braccio sinistro. Come Caterina Opalinska, Stanislao appare più giovane che nel giorno del suo decesso. Egli volge il suo sguardo verso lontano, senza esprimere né melanconia, né rimorso. Il suo atteggiamento nobile e distinto differisce dai monumenti a Casimir Vasa o quello a Caterina Opalinska cui Vassé pertanto s'ispira.
Stanislao porta l'ordine di Santo Spirito sul suo abito e tiene il suo bastone di comando nella mano destra. La corona del ducato di Lorena è posta ai suoi fianchi. Nel registro inferiore, due allegorie sono disposte sullo zoccolo. Sulla destra, la Carità è abbandonata al dolore. A sinistra, la Lorena rimane dignitosa, inginocchiata, la testa e lo sguardo volti verso Stanislao. Tra queste due figure, prendono posto diversi accessori, fra i quali il globo terrestre, simbolo del governo.
Così, creando il mausoleo di Stanislao, Vassé scelse di isolare le sue figure le une dalle altre, ma le ripartì in modo che esse si ricongiungano alla rappresentazione del defunto, punto centrale del monumento. Benché la composizione di Vassé sia ricca, essa appare tradizionale, con l'utilizzazione della piramide, ma anche nella scelta delle forme sobrie.
Il mausoleo di Stanislao fa parte dei più importanti eretti nella seconda metà del XVIII secolo. La sua monumentalità ne fa ugualmente un'eccezione nella produzione dell'artista, che preferiva abitualmente le opere di piccole dimensioni, impronte di semplicità e di sobrietà.
Preso e guastato dalla Rivoluzione, il monumento è stato rimontato nella  Chiesa della Madonna del Buon Soccorso di Nancy nel XIX secolo, e non è dunque presentato nel suo stato originale.